# Prithvi Bir Bikram Shah Dev
Prithvi Bir Bikram Shah (ur. 18 sierpnia 1875, zm. 11 grudnia 1911) – król Nepalu pomiędzy 1881 a 1911. Następca i wnuk króla Surendry.